# Mathilda Hodgkins Byrne
Mathilda Hodgkins Byrne, née le 1er octobre 1994 à Hereford, est une rameuse britannique.

## Carrière
Sélectionnée pour les Jeux olympiques d'été de 2020, elle termine 7e en quatre de couple. Après les Jeux, elle décide de prendre une pause dans sa carrière pour s'occuper de son fils Freddie. En 2023, elle lance un GoFundMe pour l'aider à se préparer pour les Jeux de 2024.
Lors des Jeux olympiques d'été de 2024, en binôme avec Becky Wilde sur le deux de couple, elle remporte la médaille de bronze derrière les Néo-Zélandaises et les Roumaines.

## Palmarès

### Jeux olympiques
- médaille de bronze du deux de couple avec Becky Wilde aux Jeux olympiques d'été de 2024

### Championnats du monde
- médaille de bronze du quatre de couple aux Championnats du monde 2017

### Championnats d'Europe
- médaille d'argent du quatre de couple aux Championnats d'Europe 2021
- médaille de bronze du quatre de couple aux Championnats d'Europe 2017